# Здзешулиці-Гурні
Здзешулиці-Гурні (пол. Zdzieszulice Górne) — село в Польщі, у гміні Белхатув Белхатовського повіту Лодзинського воєводства.
Населення — 400 осіб (2011).
У 1975-1998 роках село належало до Пйотрковського воєводства.

## Демографія
Демографічна структура станом на 31 березня 2011 року:
|          | Загалом | Допрацездатний вік | Працездатний вік | Постпрацездатний вік |
| -------- | ------- | ------------------ | ---------------- | -------------------- |
| Чоловіки | 201     | 41                 | 148              | 12                   |
| Жінки    | 199     | 43                 | 123              | 33                   |
| Разом    | 400     | 84                 | 271              | 45                   |